# Courtonne-la-Meurdrac
Courtonne-la-Meurdrac è un comune francese di 715 abitanti situato nel dipartimento del Calvados nella regione della Normandia.

## Società

### Evoluzione demografica
Abitanti censiti